# Louis-Auguste-Didier Souchier
Louis-Auguste-Didier Souchier, né le 27 septembre 1853 et mort le 30 avril 1946, est un officier français, ayant terminé sa carrière en tant que général de division.

## Grades
- 21/06/09 général de brigade.
- 24/06/14 général de division.

## Postes
- 11/05/07-10/07/09 : membre du Comité technique de l'Infanterie.
- 21/06/09-04/05/10 : commandant de la 33e brigade d'infanterie et des subdivisions de région du  Blanc et de Châteauroux.
- 04/05/10-28/09/10 : en disponibilité.
- 28/09/10-02/02/11 : adjoint au commandant supérieur de la défense de Lille et gouverneur de Lille et commandant de la subdivision de région de Lille.
- 02/02/11-16/10/13 : commandant de la 67e brigade d'infanterie et des subdivisions de région de Toulouse et de Saint-Gaudens.
- 16/10/13-17/09/14 : commandant de la 12e Division d'Infanterie.
- 16/10/13-02/08/14 : commandant des subdivisions de région de Compiègne, de Soissons, de Reims et de Châlons-sur-Marne.
- 17/09/14-19/01/15 : en disponibilité.
- 19/01/15-25/11/15 : commandant de la 5e subdivision (Le Puy-en-Velay) et 6e subdivision (Saint-Étienne) de la 13e région et commandant d'armes de Saint-Étienne.
- 03/04/15 : placé dans la section de réserve.

## Décorations Françaises
- Légion d'honneur : Chevalier (08/07/89), Officier (12/07/04), Commandeur (13/07/15).
- Médaille Interalliée de la Victoire.
- Médaille Commémorative de la Grande Guerre.
- Médaille Coloniale avec agrafe « Tunisie ».

## Décoration Étrangère importante
- Tunisie : Officier du Nicham Iftikhar (08/12/93).

1. ↑  « https://francearchives.fr/fr/file/ad46ac22be9df6a4d1dae40326de46d8a5cbd19d/FRSHD_PUB_00000355.pdf »